# Sciopero della Canadiense
Lo sciopero della Canadiense è stato uno sciopero iniziato nell'azienda Barcelona Traction, Light and Power Company Limited, conosciuta anche come La Canadiense perché il principale azionista era la Canadian Bank of Commerce of Toronto. Iniziò il 5 di febbraio del 1919 a Barcellona e si prolungò per 44 giorni, convertendosi in uno sciopero generale che paralizzò Barcellona ed il 70% dell'industria catalana.
Lo sciopero costituì un grande successo per il movimento operaio spagnolo e per il movimento anarcosindacalista. Lo sciopero si concluse con aumenti salariali, la riammissione dei licenziati, la liberazione di migliaia di lavoratori arrestati durante lo sciopero ed il Decreto de la jornada de ocho horas de trabajo (Decreto della giornata lavorativa di otto ore), convertendo la Spagna nel primo paese che rivendicò questo obiettivo sindacale.

## Lo sviluppo dello sciopero

### Precedenti
Questo sciopero nasce dalla diffusione della Confederación Nacional del Trabajo, che solo nella regione della Catalogna contava con 500.000 affiliati. Lo sciopero fu il risultato della riorganizzazione in sindacati unici che realizzò la Confederación de Cataluña nel Congresso di Sants e che successivamente adottò tutta l'organizzazione.

### Inizio dello sciopero
Il conflitto iniziò negli ultimi giorni del 1918, quando l'azienda Riegos y Fuerzas del Ebro S.A., azienda associata a La Canadiense, introdusse dei cambi nelle condizioni contrattuali del personale del dipartimento di fatturazione, riducendone il salario. I lavoratori si fecero consigliare ed aiutare dal Sindacato de Agua, Gas y Electricidad de la CNT ed annunciarono all'azienda la volontà di creare una sezione sindacale sul posto di lavoro. La direzione aziendale rispose con il licenziamento di 8 lavoratori. Pochi giorni dopo, il 5 febbraio 1919, i lavoranti iniziarono uno sciopero indefinito per la riammissione degli 8 licenziati e fecero appello alle istituzioni affinché intervenissero. La risposta dell'azienda fu il licenziamento di 140 lavoratori che avevano partecipato allo sciopero, i quali furono sostituiti con i lavoratori di altri dipartimenti. Immediatamente, i lavoratori del dipartimento di Produzione e Distribuzione si unirono allo sciopero e l'8 febbraio si unirono quasi tutti i lavoratori dell'azienda.

### Lo sciopero generale a Barcellona
Il 17 si proclamò lo sciopero nel settore tessile ed il 21 febbraio il Sindacato Único de Agua, Gas y Electricidad della CNT dichiarò lo sciopero in tutto il settore e nelle aziende associate a La Canadiense, portando alla paralisi del 70% dell'industria catalana. Il 7 marzo lo sciopero si estese anche al settore ferroviario.
Il 9 marzo il Governo intervenne duramente per fermare l'estendersi dello sciopero, arrestando circa 3000 lavoratori nel Castell de Montjuïc.

### La fine dello sciopero
Il 13 marzo il sottosegretario della presidenza José Morete arriva a Barcellona, Carlos Montañes viene nominato governatore civile e Gerado Doval viene nominato capo della polizia. Allo stesso tempo viene dichiarato lo stato di guerra e viene prolungata la censura giornalistica. Il Governo accoglie con preoccupazione l'estensione dell'influenza dell'anarcosindacalismo a Valencia, Saragozza e Andalusia, e per la minaccia dell'Unión General de Trabajadores (UGT) di solidalizzare con lo sciopero.
Il giorno successivo viene organizzata una riunione con gli scioperanti per avviare una negoziazione, che si terrà nella sede dell'Instituto de Reformas Sociales tra il 15 de il 17 marzo. Le negoziazioni terminano accordando la fine dello sciopero, la libertà per tutti gli arrestati che non erano soggetti ad un processo, il reintegro di tutti gli scioperanti, l'aumento generale e proporzionale del salario degli operai de La Canadiense, una giornata lavorativa massima di otto ore e la paga di mezzo stipendio del mese in cui si è svolto lo sciopero.
Per rendere effettivo l'accordo delle negoziazioni si svolse un comizio nella Plaza de toros de las Arenas, a Barcellona, al quale assistettero 20.000 lavoratori. In questo comizio si accettarono gli accordi presi nelle negoziazioni e terminò lo sciopero.